# Bem durável
Bens duráveis ou duradouros são bens tangíveis que só deterioram-se ou perdem a utilidade com o uso persistente ou o largo período de tempo. Portanto, esta categoria de bens abrange tanto os bens de consumo duradouros, como um automóvel ou máquina de lavar roupa, e os bens de capital. Bens duráveis são aqueles bens que duram muito tempo.